# باغ اوستی تپه‌سی
باغ اوستی تپه سی مربوط به دوره ساسانیان - سده‌های میانی دوران‌های تاریخی پس از اسلام است و در شهرستان میانه، بخش مرکزی، دهستان کله بوز شرقی، شمال روستای قوریجاق واقع شده و این اثر در تاریخ ۱۵ اسفند ۱۳۸۵ با شمارهٔ ثبت ۱۷۹۰۹ به‌عنوان یکی از آثار ملی ایران به ثبت رسیده‌است.